# Wilhelm Neddermeier
Wilhelm Neddermeier (* 20. Januar 1885 in Bienrode; † 11. Dezember 1964 in Braunschweig) war ein deutscher Gewerkschaftsfunktionär und Politiker der SPD.

## Leben
Wilhelm Neddermeier wurde 1885 in Bienrode bei Braunschweig als Sohn eines Händlers geboren. Er absolvierte bei der Firma Karl Gudehus in der Güldenstraße in Braunschweig eine Lehre zum Holzbildhauer. Er wurde bereits vor dem Ersten Weltkrieg Mitglied der SPD. Er leistete Kriegsdienst als Frontsoldat. Nach Kriegsende engagierte er sich in Braunschweig als Gewerkschaftsfunktionär im Holzarbeiterverband und in der Rätebewegung. Im Jahre 1922 war er Vorsitzender des Vollzugsrates der Betriebsräte. Neddermeier war von 1924 bis 1933  Mitglied des Bezirksvorstandes der SPD und Vorstandsmitglied des Ortsausschusses des Allgemeinen Deutschen Gewerkschaftsbundes (ADGB) sowie der Konsumgenossenschaft. Er war ab 1930 Geschäftsführer der Gemeinnützigen Wohnbaugesellschaft Braunschweig GmbH. Diese errichtete ab 1929 den August-Bebel-Hof an der Salzdahlumer Straße. Bis 1930 entstanden hier 450 Wohnungen für einkommensschwache Bevölkerungsschichten. Neddermeier selbst wohnte zuletzt in der Hans-Porner-Straße im Bebelhof. Von 1928 bis 1933 war er auch Stadtverordneter.

### Zeit des Nationalsozialismus
Neddermeier wurde in der Nacht vom 19. auf den 20. März 1933 in seiner Wohnung überfallen und in das Volksfreund-Haus gebracht. Die ehemalige Parteizentrale der SPD des Freistaats und der Stadt Braunschweig diente der NSDAP ab März 1933 als Schutzgefängnis und Folterstätte der SS-Hilfspolizei. Neddermeier wurde schwer misshandelt, zum Verzicht auf sein Mandat als Stadtverordneter gezwungen und anschließend bis zum 19. April 1933 im Kreisgefängnis in Schutzhaft gehalten. In den nachfolgenden Jahren verdiente er seinen Lebensunterhalt als Handlungsreisender und Arbeiter in der Flugzeugindustrie. Im August 1944 wurde er im Zuge der Aktion Gitter im Gestapo-Sonderlager 21 in der Nähe des heutigen Stadtteils Hallendorf der Stadt Salzgitter inhaftiert.

### Nach dem Zweiten Weltkrieg
Bald nach der Besetzung Braunschweigs durch alliierte Truppen wurde die Gewerkschaftsarbeit wieder aufgenommen. Bereits am 25. April 1945 ging bei der Militärregierung der Antrag zur Bildung einer Gewerkschaft ein. Aufgrund einer uneinheitlichen Politik der britischen Militärregierung gegenüber den Gewerkschaften kam es nach zwischenzeitlichen Verboten erst am 4. Januar 1946 zur endgültigen Anerkennung des Braunschweiger Freien Deutschen Gewerkschaftsbundes, dessen Präsident Neddermeier wurde. Am 22. August 1945 wurde die Braunschweiger SPD offiziell wiedergegründet. Am 13. November 1945 wurde Neddermeier mit der Leitung der Geschäfte des Landrates des Landkreises Goslar beauftragt. Am 17. Juli 1947 wurde er zum Oberkreisdirektor gewählt. Dieses Amt hatte er bis zu seiner Pensionierung am 31. Januar 1950 inne.
Wilhelm Neddermeier starb am 11. Dezember 1964 in Braunschweig.